# 国民協会 (朝鮮 1920-1945)
国民協会(こくみんきょうかい、朝鮮語:국민협회) は、日本統治時代の朝鮮における社会運動団体。1920年1月18日に閔元植、金明濬らが設立し、1945年8月15日に解散した。大正から昭和初期に、朝鮮人の日本政治への参政権を求め、朝鮮人の自治権許容運動をした。
朝鮮人も日本国民として認め、参政権と衆議院への立候補権、また、朝鮮の自治権を認めるよう要請した。朝鮮総督府は朝鮮の独立運動家たち存在のために、こうした動きに不信感をもっていた。しかし1936年以降、日中戦争、太平洋戦争に朝鮮人の徴集、徴用、自発的な参加など、さまざまな形態で参戦、從軍する者の数が増加し、これを拒絶できず、1940年以降、総督府は、日本政府に朝鮮人参政権、朝鮮人自治権を提案することになった。